# Josef Niehaus
Alexander Josef Niehaus (* 25. April 1802 in Haselünne; † 1864 in Haselünne) war ein deutscher Architekt des späten Klassizismus, der vornehmlich im Emsland tätig war.

## Leben
Josef Niehaus wurde am 25. April 1802 in der Pfarrkirche St. Vincentius zu Haselünne getauft. Er war das dritte Kind des Kaufmanns Und Haselünner Bürgermeisters Alexander Niehaus und dessen Ehefrau Anna Elisabeth Niehaus. Beide entstammten angesehenen Haselünner Familien. Über die Jugend und die Schulzeit von Niehaus ist so gut wie nichts bekannt. Vermutlich hat er seine Gymnasialzeit in Osnabrück verbracht, wo sein Onkel Antonius lebte. Im Herbst 1821 nahm er an der Universität Göttingen ein Mathematikstudium auf, das er 1827 beendete. Während dieser Zeit soll er Bildungsreisen nach Italien und Frankreich unternommen haben. Die handschriftlichen Eintragungen in einer französischen Abhandlung über Differenzial- und Integralrechnung, die sich in der Bibliothek des Kreisgymnasiums St. Ursula Haselünne befindet, legen nahe, dass sich Josef Niehaus im Frühjahr 1824 in Paris aufgehalten hat.
Als erste Arbeit, die seine Signatur trägt, gilt ein 1827 datierter Lageplan des Gutes Poll bei Haselünne. Noch im selben Jahr wurde Niehaus vom herzoglich Arenberg’schen Kommissar mit den Planungen für die katholische Kirche in der Moorkolonie Neuarenberg beauftragt. Es folgte die Kirche in Werlte (1828–1832) und der an palladianischen Vorbildern orientierte Ludmillenhof in Sögel. 1832–1836 erbaute er für den Herzog von Arenberg das in der Nähe von Aschendorf gelegene Amtshaus Nienhaus. Noch während der Arbeiten an dem Amtsgebäude erfolgte am 25. September 1834 die Ernennung Niehaus’ zum Rentkammerbauinspektor. Von nun an umfasste sein Arbeitsbereich den gesamten deutschen Besitz des Herzogs, folglich war er auch im Vest Recklinghausen tätig. Zu seinen umfangreichsten Bauprojekten gehörte das als Sommerresidenz konzipierte Schloss Mickeln in Düsseldorf-Himmelgeist.
Auch in seinem Geburtsort Haselünne war Niehaus immer wieder aktiv und gehörte der Baukommission für den Wiederaufbau der am 10. August 1849 bei einem Brand stark zerstörten Innenstadt an. Er errichtete u. a. das Rathaus (1850) und mehrere Wohnbauten an der Hasestraße.
Zeit seines Lebens unverheiratet geblieben, starb Niehaus 1864 im Alter von 62 Jahren in seiner Heimatstadt.

## Bauten (unvollständig)
| Bild                                | Bauzeit   | Bauwerk                                 | Ort                    | Beschreibung                                                                            |
| ----------------------------------- | --------- | --------------------------------------- | ---------------------- | --------------------------------------------------------------------------------------- |
| St. Prosper in Neuarenberg          | 1827–1831 | St. Prosper                             | Friesoythe-Neuarenberg | Saalkirche ohne Turm, 1939 erweitert                                                    |
| Koppelschleuse Meppen               | 1828      | Koppelschleuse Meppen                   | Meppen                 | Wohnhaus des Wasserwirtschaftsbeamten                                                   |
| St. Sixtus in Werlte                | 1828–1832 | St. Sixtus                              | Werlte                 | Basilika mit Turm, 1864–1869 neuromanisch umgebaut                                      |
| Ludmillenhof in Sögel               | 1828–1831 | Ludmillenhof                            | Sögel                  | Amtshaus im Stil des Palladianismus, 2004 erweitert                                     |
| Amtsbrunnen in Sögel                | 1829      | Amtsbrunnen                             | Sögel                  | klassizistischer Ziehbrunnen                                                            |
|                                     | 1830      | Pfarrhaus                               | Friesoythe-Neuarenberg |                                                                                         |
| Grabmal für Katharina Schücking     | 1831      | Grabmal für Katharina Sibylla Schücking | Friesoythe-Neuarenberg |                                                                                         |
|                                     | 1831–1832 | Forsthaus                               | Vrees                  |                                                                                         |
| Amtshaus Nienhaus in Aschendorf     | 1832–1836 | Amtshaus Nienhaus                       | Papenburg-Aschendorf   | spätklassizistisch                                                                      |
|                                     | 1832–1836 | St.-Bonifatius-Kirche                   | Lingen (Ems)           | dreischiffig, 1904–1907 Turm ergänzt und Chor ersetzt                                   |
| Mariä Himmelfahrt in Lorup          | 1834–1835 | Mariä Himmelfahrt                       | Lorup                  | Saalkirche mit Turm, 1958–1959 erweitert                                                |
|                                     | 1835–1837 | St. Gertrud                             | Lohne (Oldenburg)      | Turmneubau                                                                              |
| Schloss Mickeln in Himmelgeist      | 1840–1842 | Schloss Mickeln                         | Düsseldorf-Himmelgeist | dreigeschossig, quadratischer Grundriss                                                 |
|                                     | 1841–1842 | St. Antonius                            | Geeste                 | 1966 abgerissen                                                                         |
| St. Bartholomäus in Wippingen       | 1843      | St. Bartholomäus                        | Wippingen              | stark verändert                                                                         |
|                                     | 1844–1845 | Amtshaus                                | Meppen                 | Umbau des Torhauses der Paulsburg zum Amtshaus, 1963 abgebrochen                        |
|                                     | 1846–1847 | St. Antonius                            | Papenburg              | Entwurf für einen Neubau (erst 1873–1877 nach Plänen von Alexander Behnes realisiert)   |
| Altes Rathaus in Haselünne          | 1850      | Altes Rathaus                           | Haselünne              | neuromanische Formen im Obergeschoss                                                    |
| St. Martinus in Lahn                | 1850      | St. Martinus                            | Lahn                   | Saalkirche, 1980 erweitert                                                              |
|                                     | 1850–1851 | St. Michael                             | Stavern-Groß Stavern   | einschiffig, spätklassizistisch                                                         |
| Vehmeyersches Haus in Haselünne     | 1851      | Vehmeyersches Haus (Hasestraße 25)      | Haselünne              | Patrizierhaus                                                                           |
| St. Cosmas und Damian in Barßel     | 1852–1854 | St. Cosmas und Damian                   | Barßel                 | nachklassizistische Stufenhalle (ohne Turmneubau), 1947 nach Kriegszerstörung renoviert |
|                                     | 1852–1854 | St. Martinus                            | Haren (Ems)            | 1908 abgerissen, Turm erhalten                                                          |
|                                     | 1853–1854 | St. Vinzentius                          | Meppen-Groß Fullen     | nach 1959 abgerissen                                                                    |
| St. Vitus in Vestrup                | 1853–1856 | St. Vitus                               | Bakum-Vestrup          | Erweiterung der 1772 erbauten Kirche                                                    |
|                                     | 1853–1858 | St. Antonius                            | Lähden-Vinnen          | einschiffig                                                                             |
| St. Georg in Twist-Bült             | 1855      | St. Georg                               | Twist-Bült             | 1964 abgerissen, Turm erhalten                                                          |
| St. Jodocus in Börger               | 1855–1856 | St. Jodocus                             | Börger                 | neugotische Formen                                                                      |
| St. Vitus in Lünne                  | 1857      | St. Vitus                               | Lünne                  | Turmneubau                                                                              |
|                                     | 1863      | St. Maria Darbringung im Tempel         | Haren (Ems)-Tinnen     | 1932 durch Theo Burlage erweitert                                                       |
|                                     | 1863–1864 | St.-Vinzenz-Hospital                    | Haselünne              | mehrmals erweitert, als Kernbau erhalten                                                |
| St. Sixtus in Werlte                | 1864–1869 | St. Sixtus                              | Werlte                 | neuromanischer Umbau, posthum fertiggestellt durch Johann Bernhard Hensen               |
| St. Vinzenz von Paul in Hebelermeer | 1865–1866 | St. Vinzenz von Paul                    | Twist-Hebelermeer      | neugotische Saalkirche, posthum fertiggestellt durch Johann Bernhard Hensen             |